# Abydosaurus
Abydosaurus – rodzaj zauropoda z rodziny brachiozaurów (Brachiosauridae) żyjącego we wczesnej kredzie na obecnych terenach Ameryki Północnej. Został opisany w 2010 roku przez Daniela Chure'a i współpracowników w oparciu o niemal kompletną czaszkę połączoną z czterema pierwszymi kręgami szyjnymi (DINO 16488). Oprócz holotypu odnaleziono również liczne czaszki oraz fragmenty szkieletu pozaczaszkowego. Skamieniałości te odkryto w osadach znajdujących się u podstawy ogniwa Mussentuchit w formacji Cedar Mountain. Wiek skał ocenia się na alb, około 104 mln lat. Od innych wczesnokredowych północnoamerykańskich zauropodów Abydosaurus różni się budową szkieletu pozaczaszkowego – centra kręgów szyjnych są mniej wydłużone niż u paluksizaura i prawdopodobnie zauroposejdona. Kość ramienna przypisywana do rodzaju Abydosaurus mierzy około 1,6 m długości, podobnie jak kość ramienna cedarozaura, jest jednak od niej znacznie szersza. Zęby przypominają występujące u astrodona i pleurocela. Abydosaurus to pierwszy kredowy zauropod żyjący na terenie Ameryk, którego kompletną czaszkę odnaleziono. Wszystkie cztery znane czaszki należące do przedstawicieli tego rodzaju są w przybliżeniu tej samej wielkości – mierzą około 0,5 m długości i 0,5 m wysokości w tylnej części. W obu połówkach szczęki i żuchwy znajduje się po 14 zębów – zęby szczękowe są D-kształtne w przekroju i większe niż odpowiadające im zęby żuchwy, które były bardziej okrągłe w przekroju. Zęby Abydosaurus były węższe niż u wcześniejszych przedstawicieli Brachiosauridae – tendencja ta występuje również u wielu innych grup zauropodów. Według analizy filogenetycznej przeprowadzonej przez Chure'a i współpracowników Abydosaurus jest taksonem siostrzanym brachiozaura, przy czym autorzy do rodzaju Brachiosaurus zaliczają zarówno północnoamerykański gatunek typowy B. altithorax, jak i afrykański B. brancai – w przeciwieństwie do Michaela Taylora, który uważa, że różnice pomiędzy tymi gatunkami są zbyt duże, by łączyć je w jeden rodzaj, i gatunek B. brancai zaliczył do rodzaju Giraffatitan.
Nazwa Abydosaurus pochodzi od greckiej nazwy staroegipskiego miasta Abydos nad Nilem, które według wierzeń jest miejscem spoczynku głowy oraz szyi Ozyrysa, boga życia i śmierci, i odnosi się do holotypu, składającego z głowy i szyi, odnalezionego nad rzeką Green River. Nazwa gatunkowa gatunku typowego, mcintoshi, honoruje Jacka McIntosha, który wspierał Dinosaur National Monument oraz badania nad zauropodami.